# Ernest Normand
Pour les articles homonymes, voir Normand (homonymie).
Ernest Normand (1857 - 1923) est un peintre de l’Angleterre victorienne, orientaliste et portraitiste. Il se marie en 1884 avec la peintre Henrietta Rae (1859-1928). Ils réalisent tous deux de nombreux nus dans des paysages luxuriants et sont souvent critiqués pour un excès de sensualité dans leurs œuvres,.